# Shiga Yoshio

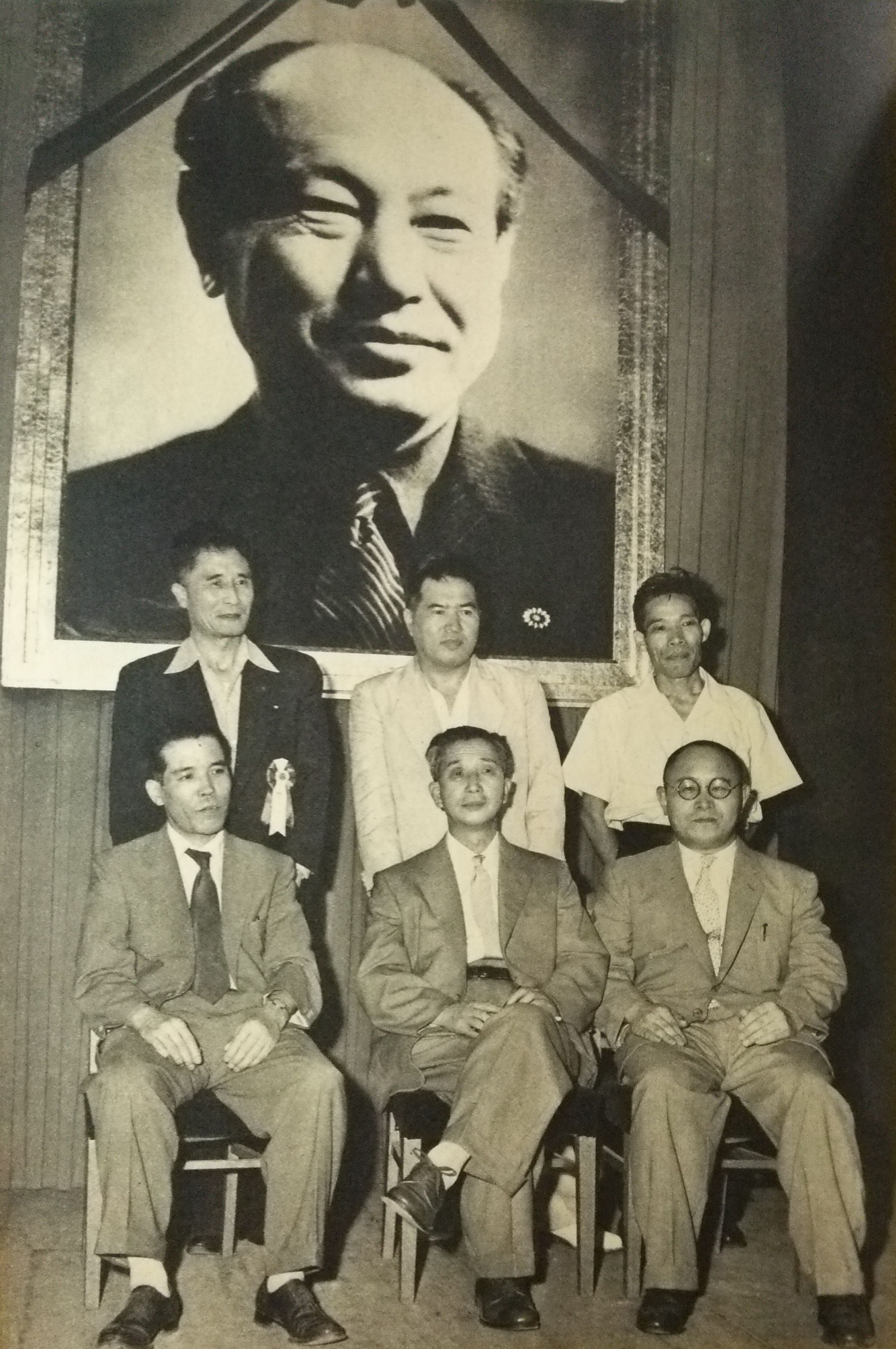
Genossen unter dem Bild von Tokuda Kyūichi

Shiga Yoshio (japanisch 志賀 義雄; geboren 12. Januar 1901 in Hagi, Präfektur Yamaguchi; gestorben 6. März 1989) war ein japanischer marxistischer Politiker.

## Leben und Werk
Shiga Yoshio schloss sich während seines Studiums an der Universität Tokio der linke Studiengruppe „Shinijinkai“ (新人会) an und wurde Mitglied der  Kommunistischen Partei Japans (KPJ).
Nach Abschluss des Studiums 1926 betrieb er, zusammen mit Tokuda Kyūichi, die Wiedergründung der Kommunistischen Partei, die im Jahr zuvor aufgelöst worden war. Im Rahmen der Säuberungsaktion vom 15. März 1928 kam er ins Gefängnis, und zwar bis zum Ende des Pazifikkriegs 1945.
Nach seiner Entlassung beteiligte Shiga sich an der Wiedergründung der KPJ und wurde Herausgeber der Parteizeitung Akahata. Er wurde 1946 in den Reichstag gewählt, musste öffentliche Aktivitäten in Folge des „Red Purge“, veranlasst durch die amerikanische Besatzungsmacht, aufgeben.
1955 wurde Shiga wieder aktiv und wurde in das Zentralkomitee der KPJ gewählt. 1964 wurde er aus der Partei ausgeschlossen, nachdem er 1963 den Vertrag über das Verbot von Kernwaffenversuchen unterstützt hatte.
Shiga wurde auf dem Friedhof Tama bestattet.